# IndyCar – sezona 2017.
Sezona 2017. je 22. sezona IndyCar prvenstva i 96. sezona Američkog automobilističkog prvenstva.

## Momčadi i vozači
| Momčad                                    | Motor     | Šasija       | Gume | Br. | Vozač              | Utrke                         |
| ----------------------------------------- | --------- | ------------ | ---- | --- | ------------------ | ----------------------------- |
| Team Penske                               | Chevrolet | Dallara DW12 | F    | 1   | Simon Pagenaud     | Sve                           |
| Team Penske                               | Chevrolet | Dallara DW12 | F    | 2   | Josef Newgarden    | Sve                           |
| Team Penske                               | Chevrolet | Dallara DW12 | F    | 3   | Hélio Castroneves  | Sve                           |
| Team Penske                               | Chevrolet | Dallara DW12 | F    | 12  | Will Power         | Sve                           |
| Team Penske                               | Chevrolet | Dallara DW12 | F    | 22  | Juan Pablo Montoya | 5-6                           |
| A. J. Foyt Enterprises                    | Chevrolet | Dallara DW12 | F    | 4   | Conor Daly         | Sve                           |
| A. J. Foyt Enterprises                    | Chevrolet | Dallara DW12 | F    | 14  | Carlos Muñoz       | Sve                           |
| A. J. Foyt Enterprises                    | Chevrolet | Dallara DW12 | F    | 40  | Zach Veach         | 6                             |
| Schmidt Peterson Motorsports              | Honda     | Dallara DW12 | F    | 5   | James Hinchcliffe  | Sve                           |
| Schmidt Peterson Motorsports              | Honda     | Dallara DW12 | F    | 7   | Mikhail Aleshin    | Sve                           |
| Schmidt Peterson Motorsports              | Honda     | Dallara DW12 | F    | 77  | Jay Howard         | 6                             |
| Chip Ganassi Racing                       | Honda     | Dallara DW12 | F    | 8   | Max Chilton        | Sve                           |
| Chip Ganassi Racing                       | Honda     | Dallara DW12 | F    | 9   | Scott Dixon        | Sve                           |
| Chip Ganassi Racing                       | Honda     | Dallara DW12 | F    | 10  | Tony Kanaan        | Sve                           |
| Chip Ganassi Racing                       | Honda     | Dallara DW12 | F    | 83  | Charlie Kimball    | Sve                           |
| Andretti Autosport                        | Honda     | Dallara DW12 | F    | 26  | Takuma Sato        | Sve                           |
| Andretti Autosport                        | Honda     | Dallara DW12 | F    | 28  | Ryan Hunter-Reay   | Sve                           |
| Andretti Autosport s Lendium              | Honda     | Dallara DW12 | F    | 27  | Marco Andretti     | Sve                           |
| McLaren-Honda-Andretti                    | Honda     | Dallara DW12 | F    | 29  | Fernando Alonso    | 6                             |
| Michael Shank Racing s Andretti Autosport | Honda     | Dallara DW12 | F    | 50  | Jack Harvey        | 6                             |
| Andretti Herta Autosport s Curb Agajanian | Honda     | Dallara DW12 | F    | 98  | Alexander Rossi    | Sve                           |
| Dale Coyne Racing                         | Honda     | Dallara DW12 | F    | 18  | Sébastien Bourdais | 1–5                           |
| Dale Coyne Racing                         | Honda     | Dallara DW12 | F    | 18  | James Davison      | 6                             |
| Dale Coyne Racing                         | Honda     | Dallara DW12 | F    | 18  | Esteban Gutiérrez  | 7–8                           |
| Dale Coyne Racing                         | Honda     | Dallara DW12 | F    | 18  | Tristan Vautier    | 9                             |
| Dale Coyne Racing                         | Honda     | Dallara DW12 | F    | 19  | Ed Jones           | Sve                           |
| Dale Coyne Racing                         | Honda     | Dallara DW12 | F    | 63  | Pippa Mann         | 6                             |
| Rahal Letterman Lanigan Racing            | Honda     | Dallara DW12 | F    | 15  | Graham Rahal       | Sve                           |
| Rahal Letterman Lanigan Racing            | Honda     | Dallara DW12 | F    | 16  | Oriol Servià       | 6–8                           |
| Ed Carpenter Racing                       | Chevrolet | Dallara DW12 | F    | 20  | Spencer Pigot      | 1–3, 5, 7–8, 10, 12–13, 16–17 |
| Ed Carpenter Racing                       | Chevrolet | Dallara DW12 | F    | 20  | Ed Carpenter       | 4, 6, 9, 11, 14–15            |
| Ed Carpenter Racing                       | Chevrolet | Dallara DW12 | F    | 21  | J.R. Hildebrand    | 1–2, 4–17                     |
| Ed Carpenter Racing                       | Chevrolet | Dallara DW12 | F    | 21  | Zach Veach         | 3                             |
| Dreyer & Reinbold Racing                  | Chevrolet | Dallara DW12 | F    | 24  | Sage Karam         | 6                             |
| Harding Racing                            | Chevrolet | Dallara DW12 | F    | 88  | Gabby Chaves       | 6                             |
| Juncos Racing                             | Chevrolet | Dallara DW12 | F    | 11  | Spencer Pigot      | 6                             |
| Juncos Racing                             | Chevrolet | Dallara DW12 | F    | 17  | Sebastián Saavedra | 6                             |
| Lazier Partners Racing                    | Chevrolet | Dallara DW12 | F    | 91  | Buddy Lazier       | 6                             |

### Momčadske promjene uoči početka sezone
- Momčad Chip Ganassi Racing je objavila kako raskida ugovor s glavnim sponzorom, korporacijom Target, s kojom je surađivala zadnjih 27 godina.[1]

- A. J. Foyt Enterprises objavio je kako prelazi s Hondinih motora na Chevroletove motore.[2]

- KV Racing Technology se neće natjecati u IndyCaru ove sezone.[3]

## Kalendar
| Rd | Datum        | Utrka            | Prvo startno mjesto | Pobjednik          | Pobjednik                      | Pobjednik   |
| Rd | Datum        | Utrka            | Prvo startno mjesto | Vozač              | Momčad                         | Manufaktura |
| -- | ------------ | ---------------- | ------------------- | ------------------ | ------------------------------ | ----------- |
| 1  | 12. ožujka   | St. Petersburg   | Will Power          | Sébastien Bourdais | Dale Coyne Racing              | Honda       |
| 2  | 9. travnja   | Long Beach       | Hélio Castroneves   | James Hinchcliffe  | Schmidt Peterson Motorsports   | Honda       |
| 3  | 23. travnja  | Alabama          | Will Power          | Josef Newgarden    | Team Penske                    | Chevrolet   |
| 4  | 29. travnja  | Phoneix          | Hélio Castroneves   | Simon Pagenaud     | Team Penske                    | Chevrolet   |
| 5  | 13. svibnja  | Indianapolis     | Will Power          | Will Power         | Team Penske                    | Chevrolet   |
| 6  | 28. svibnja  | Indianapolis 500 | Scott Dixon         | Takuma Sato        | Andretti Autosport             | Honda       |
| 7  | 3. lipnja    | Detroit 1        | Graham Rahal        | Graham Rahal       | Rahal Letterman Lanigan Racing | Honda       |
| 8  | 4. lipnja    | Detroit 2        | Takuma Sato         | Graham Rahal       | Rahal Letterman Lanigan Racing | Honda       |
| 9  | 10. lipnja   | Texas            | Charlie Kimball     | Will Power         | Team Penske                    | Chevrolet   |
| 10 | 25. lipnja   | Road America     | Hélio Castroneves   | Scott Dixon        | Chip Ganassi Racing            | Honda       |
| 11 | 9. srpnja    | Iowa             | Will Power          | Hélio Castroneves  | Team Penske                    | Chevrolet   |
| 12 | 16. srpnja   | Toronto          | Simon Pagenaud      | Josef Newgarden    | Team Penske                    | Chevrolet   |
| 13 | 30. srpnja   | Mid-Ohio         |                     |                    |                                |             |
| 14 | 20. kolovoza | Pocono           |                     |                    |                                |             |
| 15 | 26. kolovoza | Illionis         |                     |                    |                                |             |
| 16 | 3. rujna     | Watkins Glen     |                     |                    |                                |             |
| 17 | 17. rujna    | Sonoma           |                     |                    |                                |             |

## Poredak
| Mjesto | Vozač              | Bodovi |
| ------ | ------------------ | ------ |
| 1.     | Scott Dixon        | 423    |
| 2.     | Hélio Castroneves  | 420    |
| 3.     | Simon Pagenaud     | 404    |
| 4.     | Josef Newgarden    | 400    |
| 5.     | Will Power         | 359    |
| 6.     | Graham Rahal       | 359    |
| 7.     | Takuma Sato        | 351    |
| 8.     | Alexander Rossi    | 330    |
| 9.     | Tony Kanaan        | 306    |
| 10.    | James Hinchcliffe  | 297    |
| 11.    | Max Chilton        | 295    |
| 12.    | Ed Jones           | 276    |
| 13.    | Ryan Hunter-Reay   | 273    |
| 14.    | Marco Andretti     | 268    |
| 15.    | J. R. Hildebrand   | 263    |
| 16.    | Carlos Muñoz       | 224    |
| 17.    | Mikhail Aleshin    | 221    |
| 18.    | Charlie Kimball    | 206    |
| 19.    | Conor Daly         | 179    |
| 20.    | Spencer Pigot      | 154    |
| 21.    | Ed Carpenter       | 142    |
| 22.    | Sébastien Bourdais | 136    |
| 23.    | Juan Pablo Montoya | 93     |
| 24.    | Gabby Chaves       | 83     |
| 25.    | Esteban Gutíerrez  | 73     |
| 26.    | Oriol Servià       | 61     |
| 27.    | Sebastián Saavedra | 52     |
| 28.    | Fernando Alonso    | 47     |
| 29.    | Pippa Mann         | 32     |
| 30.    | Joy Howard         | 24     |
| 31.    | Zach Veach         | 23     |
| 32.    | Sage Karam         | 23     |
| 33.    | James Davison      | 21     |
| 34.    | Jack Harvey        | 17     |
| 35.    | Tristan Vautier    | 15     |
| 36.    | Buddy Lazier       | 14     |

| Mjesto | Manufaktura | Bodovi |
| ------ | ----------- | ------ |
| 1.     | Honda       | 970    |
| 2.     | Chevrolet   | 870    |

## Vanjske poveznice
- indycar.com